# Cynareae
A Cynareae (gyakran mint: Cardueae) az őszirózsafélék (Asteraceae) családjának egyik nemzetségcsoportja. Az ide tartozó növényeket a köznyelv gyakran bogáncsnak nevezi. A négy legismertebb nemzetsége a Carduus („bogáncs nemzetség”), a Cynara (ide tartozik az ehető articsóka), a Cirsium és az Onopordum.
Egyéves, kétéves és évelő lágyszárú növények tartoznak ide. Számos faj szára, levele, fészekpikkelylevele tüskés, egyes fajok tejnedvet vagy gyantacsatornát tartalmaznak. Csaknem 80 nemzetség 2500 faja tartozik a nemzetségcsoporthoz, melyek Európa és Ázsia mérsékelt éghajlatú területein (különösen a Mediterráneumban, ahova a biodiverzitás központja esik és Kis-Ázsiában), néhányuk Ausztráliában és a trópusi Afrikában őshonos; mindössze 3 nemzetség képviselői őshonosak Amerikában.
Egyes fajait zöldségként (articsóka, bojtorján), fűszerként (sáfrányos szeklice) vagy gyógynövényként alkalmazzák.

## Rendszertan

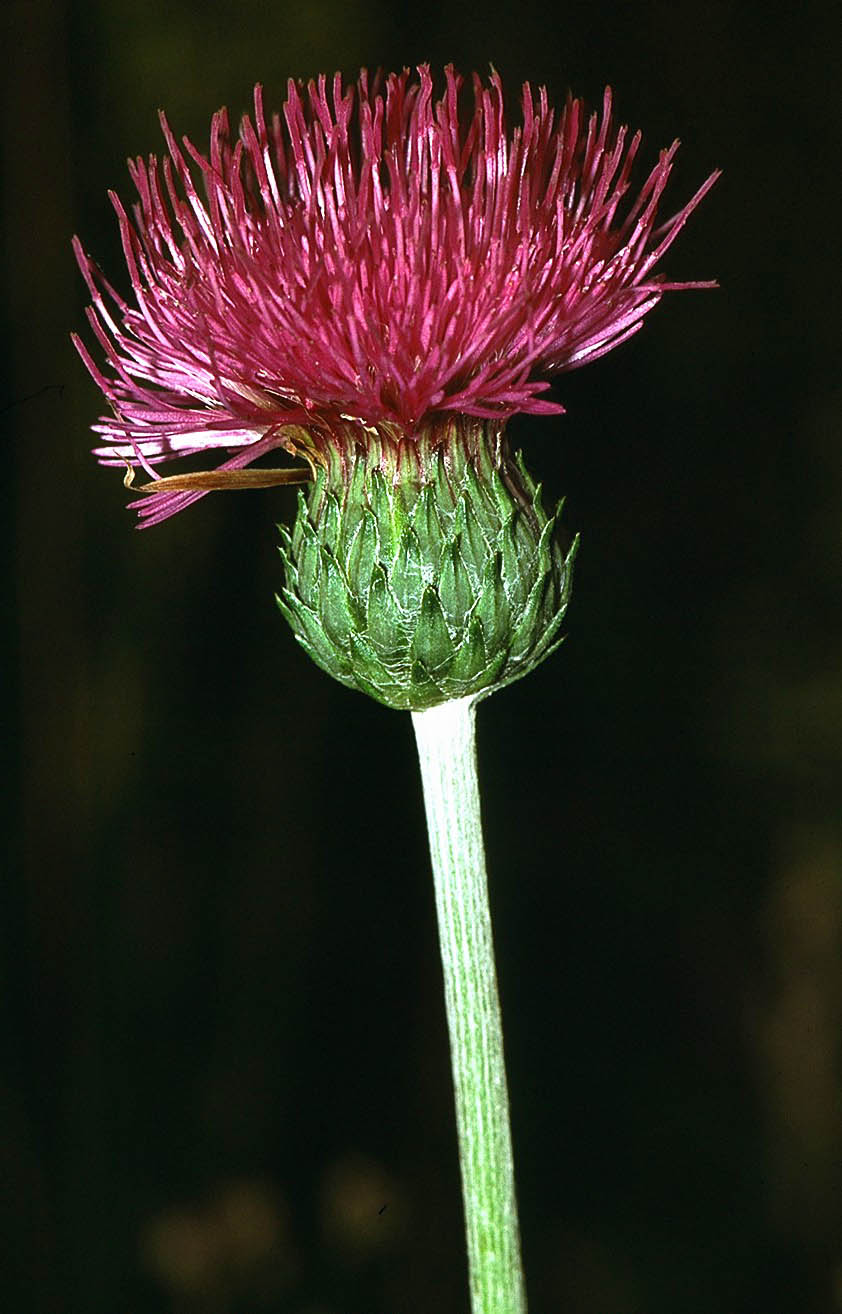
Cirsium tuberosum virágfészke.

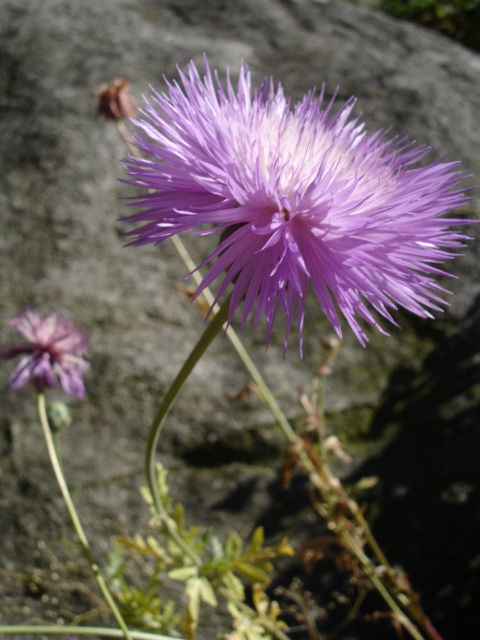
Illatos búzavirág (Amberboa moschata)

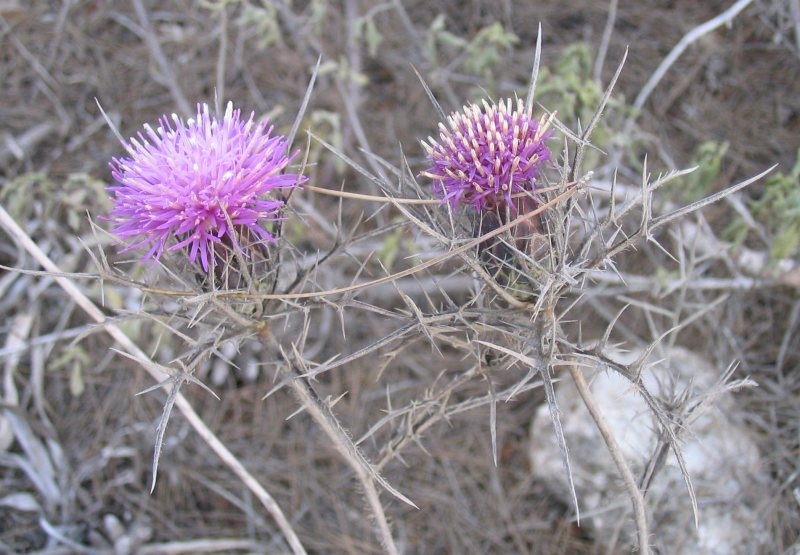
A tüskés Atractylis comosa

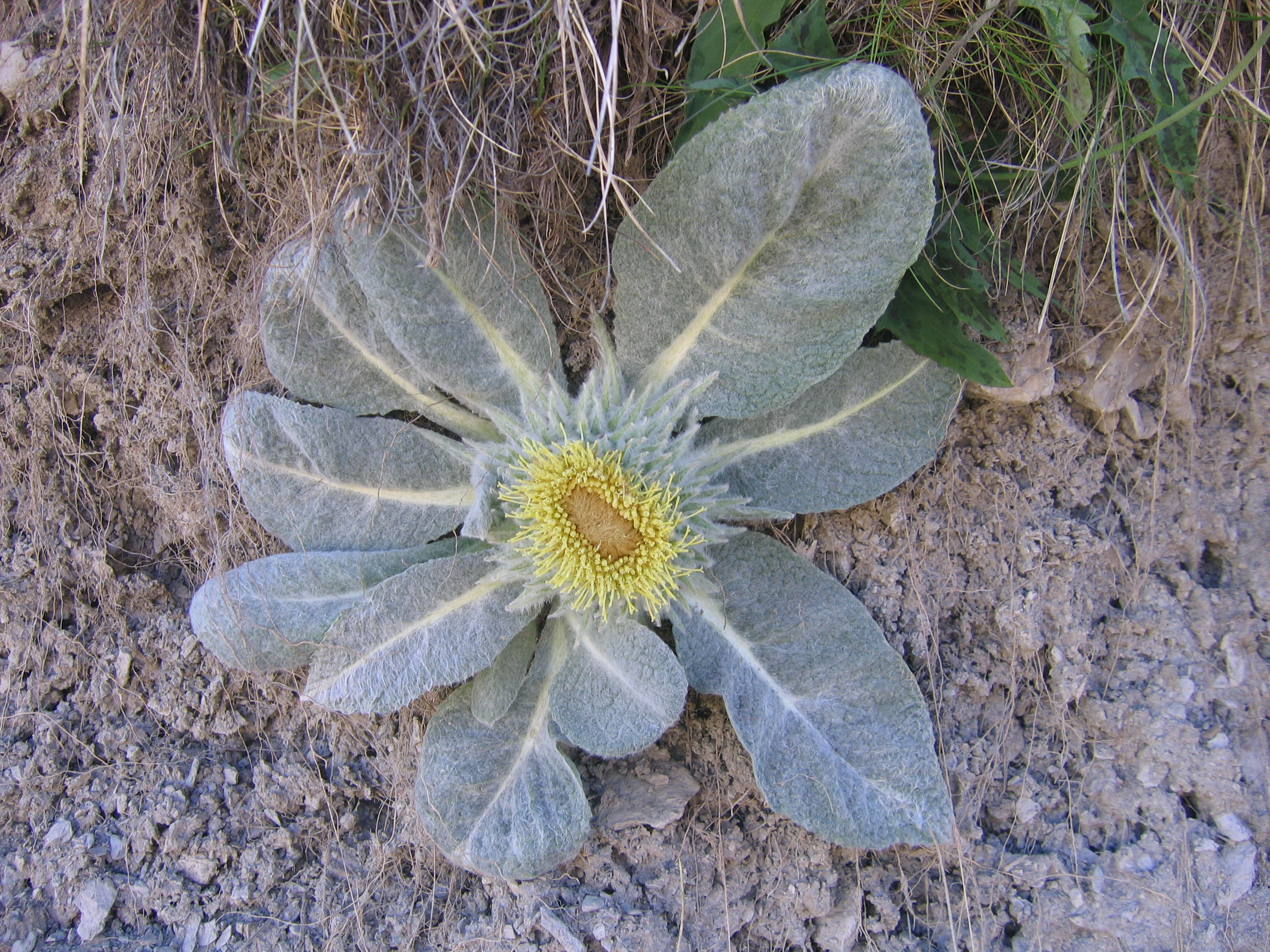
Berardia subacaulis

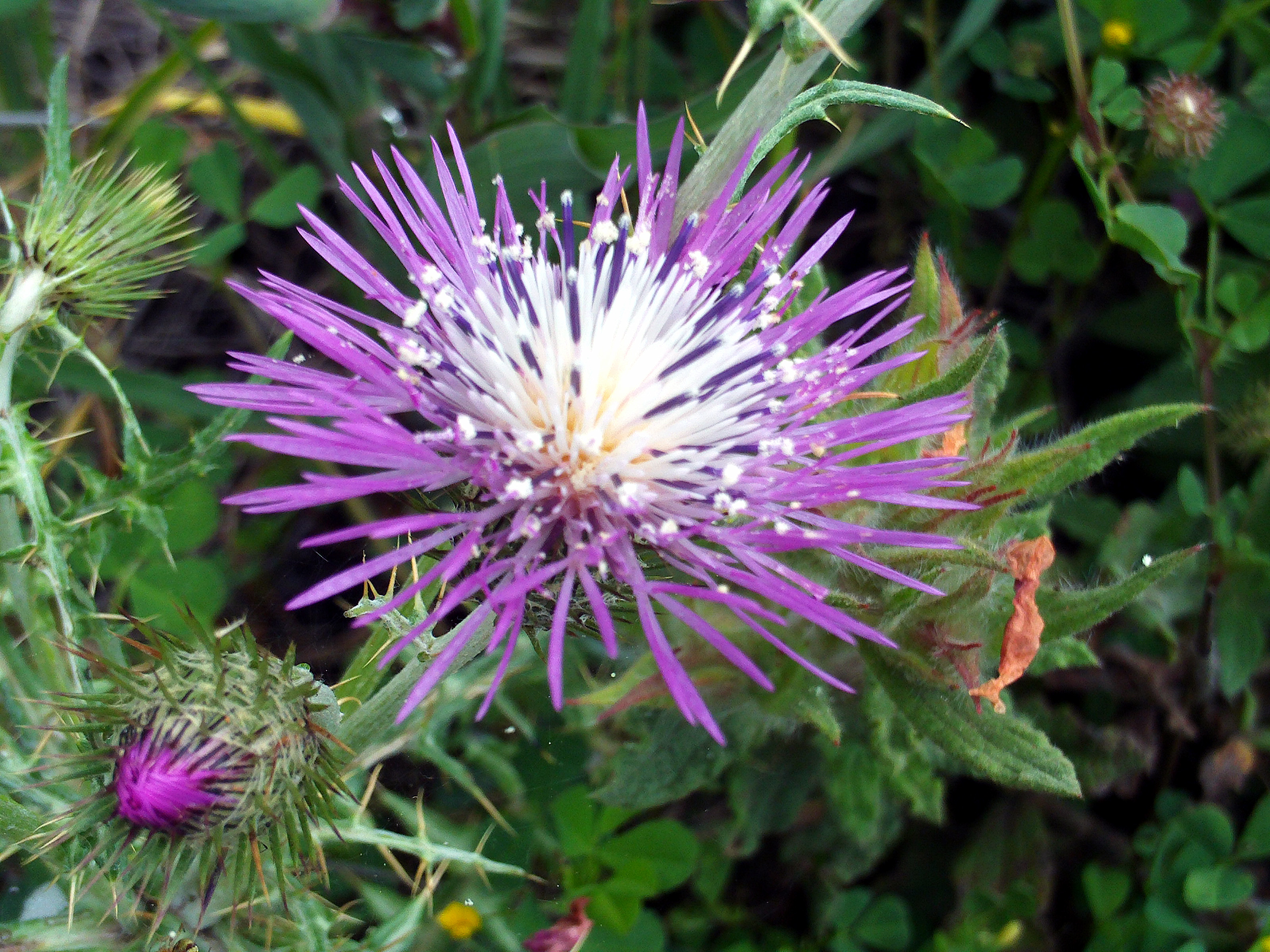
Galactites tomentosa

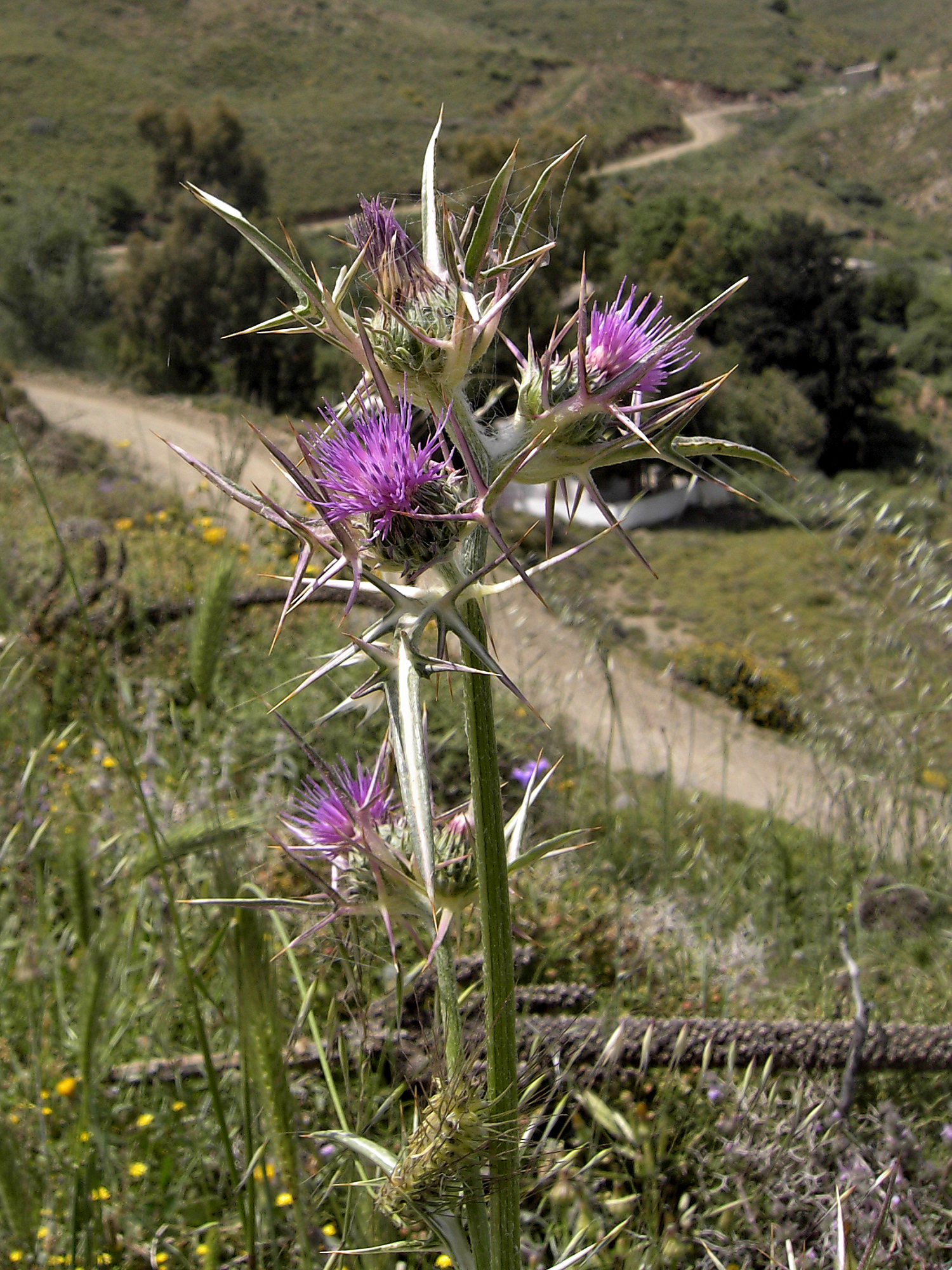
A tüskés Notobasis syriaca

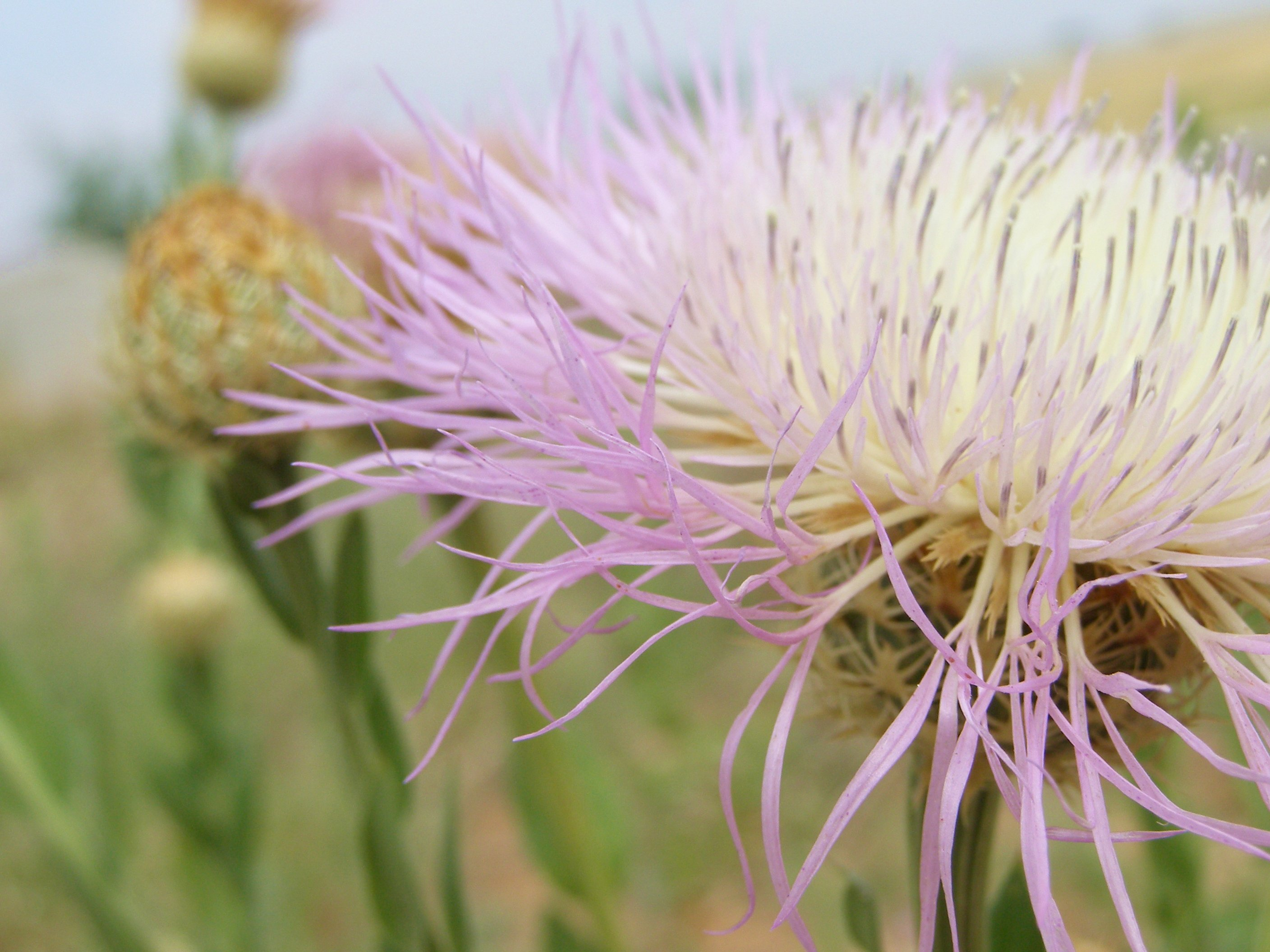
Plectocephalus americanus virágfészkének részlete

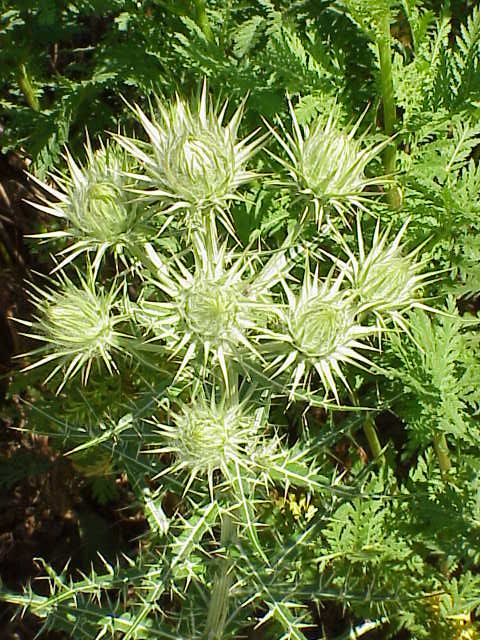
A tüskés Ptilostemon diacantha

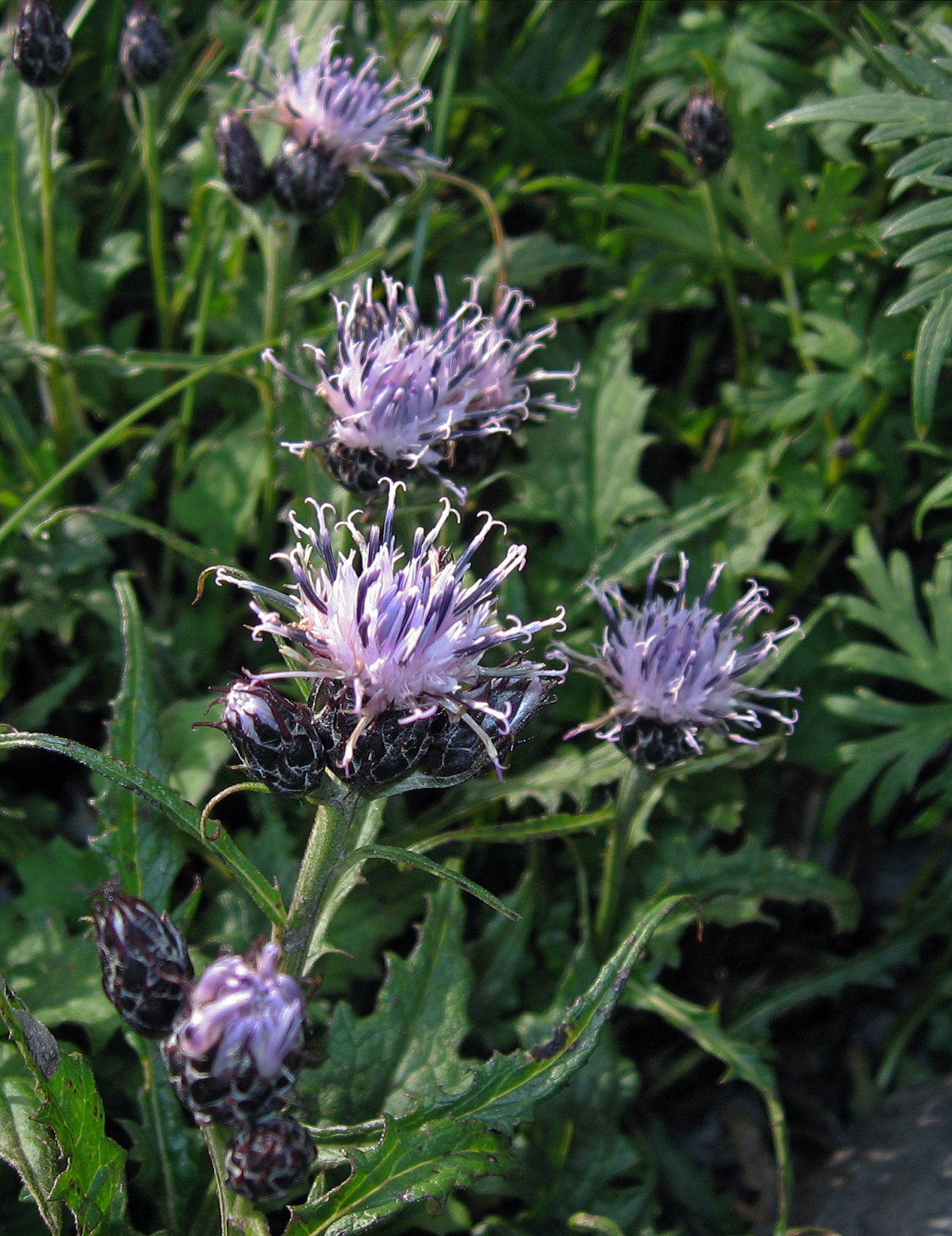
Saussurea triptera var. minor

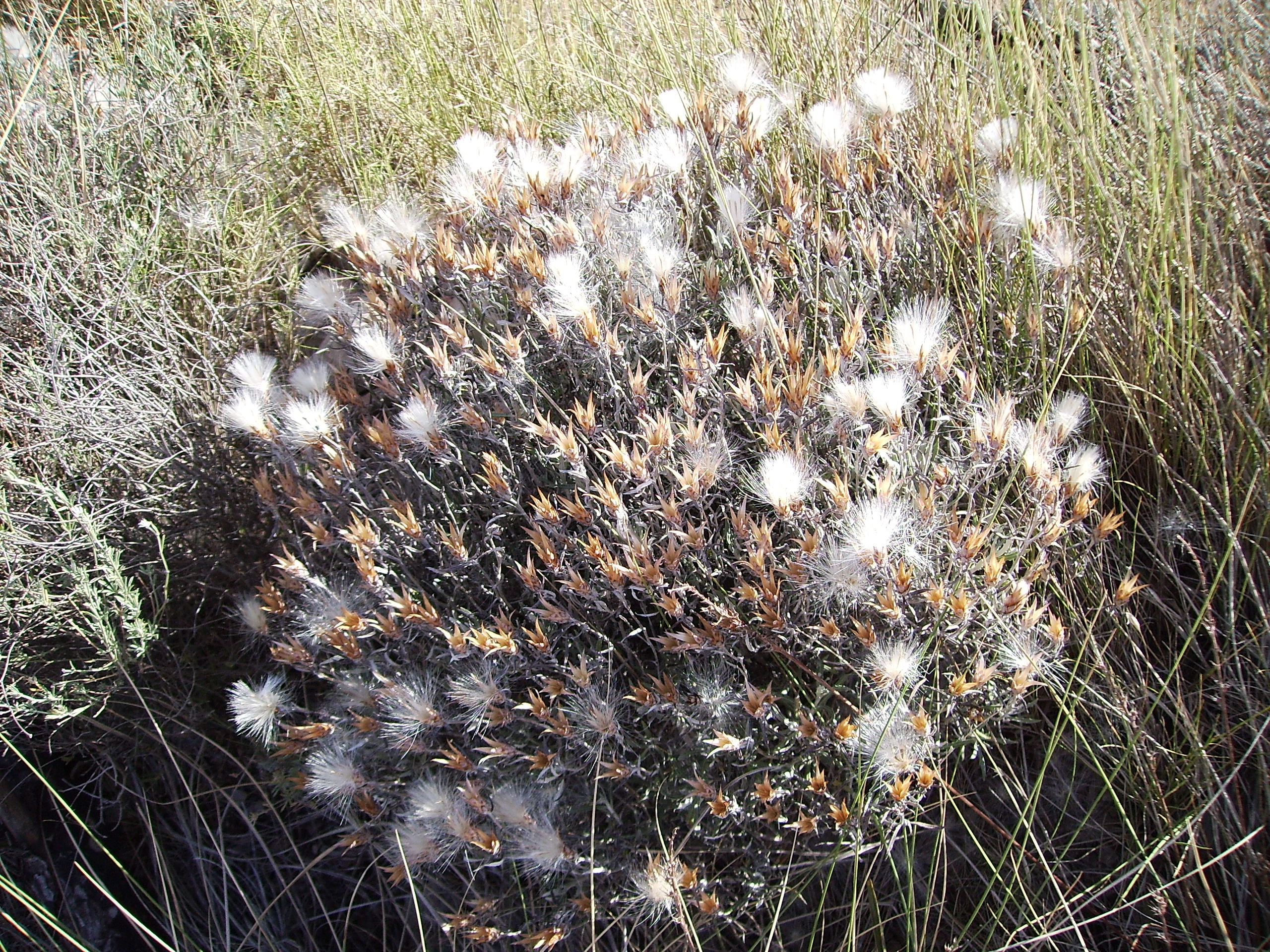
Staehelina dubia

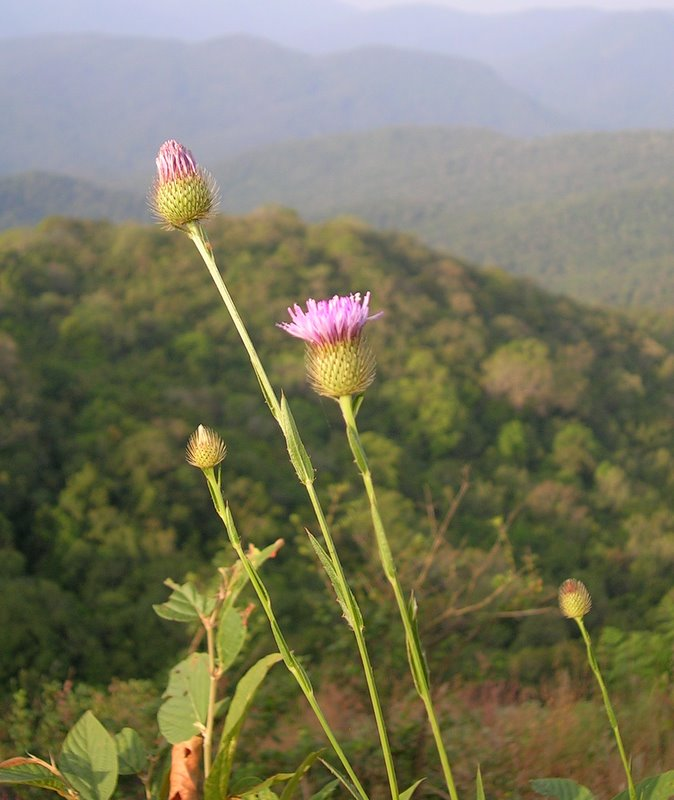
Tricholepis amplexicaulis

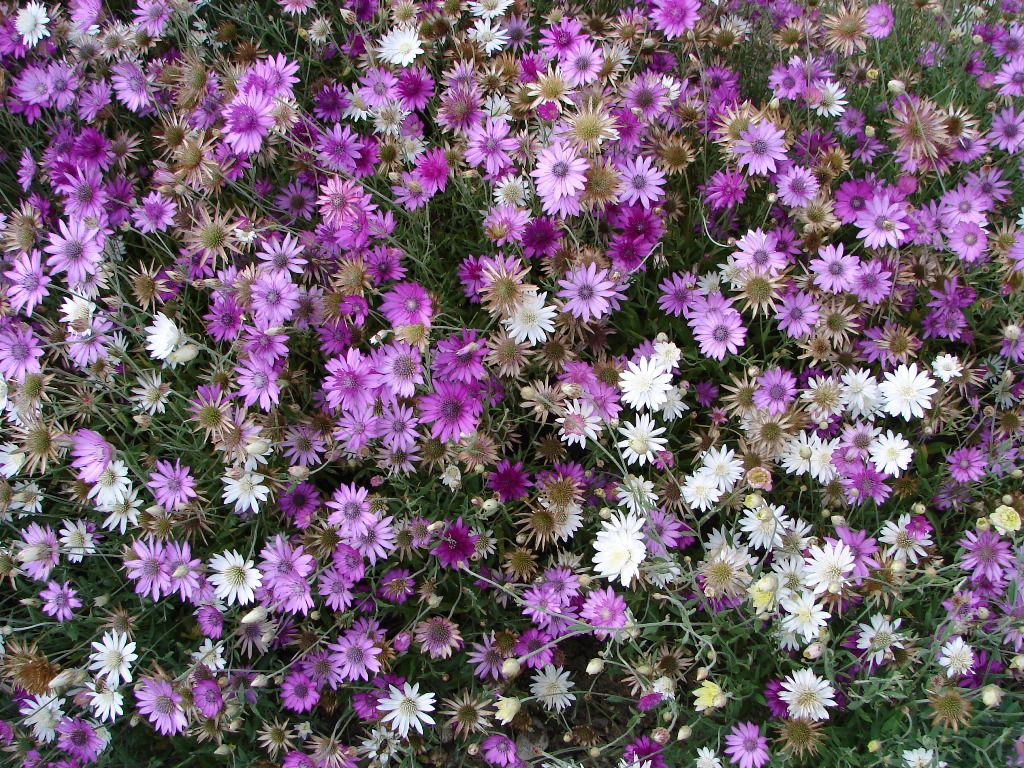
Xeranthemum annuum

A Cardueae név a Cynareae szinonim neve. A Cynarea-t először Jean-Baptiste de Lamarck & Augustin-Pyrame de Candolle írta le 1806-ban (Synopsis Plantarum in Flora Gallica Descriptarum, 267); a Cardueae 1819-ben került leírásra Alexandre Henri Gabriel de Cassini által (Journal of natural philosophy, chemistry and the arts, 88, 155), így a korábbi publikáció miatt a Cynareae név elsőbbséget élvez.
A Cynareae nemzetségcsoportba tartozik a Carduoideae alcsalád fajainak mintegy 90%-a.
Egyes szerzők a hagyományosan ide sorolt növényeket három nemzetségcsoportba sorolták: Cynareae sensu stricto, Carlineae és Echinopeae. Más szerzők azonban megmaradtak a Cynareae hagyományos, szélesebb leírásánál.
Susanna és munkatársai 2006-os felosztása szerint 5 alnemzetségcsoportra bontható, összesen 68-74 (vagy -83) nemzetséggel, mintegy 2500 fajjal:
- Subtribus Cardopatiinae: két nemzetség tartozik ide.
  - Cardopatium Juss.
  - Cousiniopsis Nevski
- Subtribus Carduinae O.Hoffmann: mintegy 29 nemzetség tartozik ide.
  - Alfredia Cass.: 5 közép-ázsiai faj, mindegyik jelen van Kínában.
  - Amphoricarpos Vis.: kb. 5 faj, Délkelet-Európától Kis-Ázsiáig.
  - Arctium L.: kb. 10 eurázsiai és észak-afrikai faj.
  - Berardia Vill.: egyetlen fajjal:
    - Berardia lanuginosa (Lam.) Fiori), Franciaországban és Olaszországban fordul elő.

  - Carduus L.: kb. 90 eurázsiai és afrikai faj.
  - Chardinia Desf.: legalább két, kis-ázsiai és kaukázusi faj.
  - Cirsium Mill.: kb. 200-250 faj, eurázsiai, észak-afrikai és észak-amerikai elterjedéssel.
  - Cousinia Cass.: kb. 655 kis-ázsiai és kaukázusi faj.
  - Cynara L.: 8-9 faj a Mediterráneumtól Kis-Ázsiáig és Makaronéziáig.
  - Galactites Moench: legalább 3 földközi-tengeri faj.
  - Hypacanthium Juz.
  - Jurinea Cass.: kb. 250 eurázsiai faj. Pl.:
    - Kékes hangyabogáncs (Jurinea cyanoides (L.) Rchb.)

  - Lamyropappus Knorring & Tamamsch.
  - Lamyropsis (Kharadze) Dittrich: legalább 6 faja Szardíniától Görög- és Törökországon keresztül a Kaukázusig.
  - Notobasis Cass.: egyetlen faj:
    - Notobasis syriaca (L.) Cass. az egész Földközi-tenger vidékén.

  - Olgaea Iljin: kb. 12 közép-ázsiai faj, közülük 6 Kínában fordul elő.
  - Onopordum L.: 25-60 eurázsiai faj.
  - Picnomon Adans.: egyetlen faj:
    - Picnomon acarna (L.) Cass. (Syn.: Carduus acarna L., Cirsium acarna (L.) Moench, Cnicus acarna (L.) L.) Európában.

  - Plagiobasis Schrenk
  - Polytaxis Bunge
  - Ptilostemon Cass.: 14 faj. Pl.:
    - Ptilostemon afer
    - Ptilostemon chamaepeuce
    - Ptilostemon stellatus

  - Saussurea DC.: 300-400 eurázsiai és észak-amerikai faj. 264 faj fordul elő Kínában, 181 egyedül ott.[11]
  - Schmalhausenia C.Winkl.: egyetlen faj:
    - Schmalhausenia nidulans (Regel) Petrak Kínában és Kazahsztánban.

  - Siebera J.Gay: 2 kis-ázsiai faj.
  - Silybum Adans.: 2 földközi-tengeri faj.
  - Staehelina L.: kb. 4 földközi-tengeri faj (Kis-Ázsiában nem fordul elő).
  - Synurus Iljin: egyetlen faj:
    - Synurus deltoides (Aiton) Nakai Kínában, Japánban, Koreában, Mongóliában és Oroszországban.

  - Syreitschikovia Pavlov: két közép-ázsiai faj.
  - Tyrimnus Cass.: egyetlen faj:
    - Tyrimnus leucographus (L.) Cass. (Syn.: Carduus leucographus L.) a Mediterráneumban.

  - Xeranthemum L.: legalább 5 faj, Észak-Afrikában és Eurázsiában; Észak-Európában nem fordul elő, Közép-Európában is csak újonnan települt be.
    - Xeranthemum annuum
- Subtribus Carlininae O.Hoffmann: 4 nemzetség tartozik ide:
  - Atractylodes L.: kb. 7 dél-ázsiai faj, ebből 5 él Kínában.
  - Atractylis DC.: 22 földközi-tengeri és makaronéziai faj.
    - Atractylis cancellata
    - Atractylis gummifera

  - Carlina L.: kb. 28 eurázsiai és makaronéziai faj.
  - Tugarinovia Iljin: egyetlen (Tugarinovia mongolia Iljin) vagy két Kínában és Mongóliában előforduló faj.
- Subtribus Centaureinae O.Hoffmann: kb. 30 nemzetség tartozik ide:[12]
  - Amberboa Vaill.: 6-7 faj a Mediterráneumtól Közép-Ázsiáig.
  - Callicephalus C.A.Mey.: egyetlen faj:
    - Callicephalus nitens (Willd.) C.A.Mey. Törökországban és a Kaukázusban.

  - Carduncellus Adans.
  - Carthamus L.: 14-20 faj különösen a Földközi-tengeren, egyes fajok Közép- és Délnyugat-Ázsiában élnek.
  - Centaurea L., Syn.: Cyanus Mill., Jacea Mill., Calcitrapa Heist. ex Fabr., Acosta Adans., Acrolophus Cass., Bielzia Schur, Cnicus L.): kb. 500-695 eurázsiai és afrikai faj. Pl.:
    - Benedekfű (Centaurea benedicta (L.) L., Syn.: Cnicus benedictus L.)

  - Centaurothamnus Wagenitz & Dittrich
  - Cheirolophus Cass.: kb. 24 faj a Nyugat-Mediterráneumban és Makaronéziában:
    - Cheirolophus crassifolius

  - Crocodylium Hill
  - Crupina (Pers.) DC.: 3-4 faj Eurázsiában és Észak-Afrikában.
    - Crupina crupinastrum

  - Femeniasia Susanna
  - Karvandarina Rech. f.
  - Klasea Cass.: Eurázsiában és Észak-Afrikában.
  - Mantisalca Cass.: kb. 4 faj a Földközi-tenger térségében. Pl.:
    - Mantisalca salmantica (L.) Briq. & Cav.: természetes élőhelye Dél-Spanyolország és Északnyugat-Afrika. A világ számos területén inváziós faj.[12]

  - Myopordon Boiss.: kb. 2 kis-ázsiai faj.
  - Nikitinia Iljin
  - Oligochaeta (DC.) K.Koch: 3 közép-ázsiai faj.
  - Phonus Hill
  - Plagiobasis Schrenk: egyetlen faj:
    - Plagiobasis centauroides Schrenke a Hszincsiang-Ujgur Autonóm Területen, Kazahsztánban és Üzbegisztánban.

  - Plectocephalus D.Don (Syn.: Centaurea  L. sect. Plectocephalus (D.Don) DC.): 2-4 újvilági és afrikai faj.
  - Psephellus Cass.: a Fekete-tengertől keletre elterjedt.
  - Rhaponticoides Vaill.: legalább 20 észak-afrikai és eurázsiai faj; Közép- és Észak-Európában nem fordul elő.
  - Rhaponticum Vaill., Syn.: Acroptilon Cass., Leuzea DC., Stemmacantha Cass.): kb. 24 afrikai, ázsiai és ausztrál faj.
  - Russowia C.Winkl.: egyetlen faj:
    - Russowia sogdiana (Bunge) B.Fedtschenko: a Hszincsiang-Ujgur Autonóm Terület és Kazahsztán száraz, sivatagos területein található.

  - Serratula L.: kb. 70 eurázsiai faj.
  - Schischkinia Iljin: egyetlen faj:
    - Schischkinia abispina (Bunge) Iljin a Hszincsiang-Ujgur Autonóm Területen (Shawan Xian), Kazahsztánban, Üzbegisztánban és Délnyugat-Ázsiában.

  - Stizolophus Cass.: 3 kis-ázsiai faj.
  - Tricholepis DC.
  - Volutaria Cass. (Syn.: Cyanopsis Cass.): 14-16 faj. Elsősorban Észak-Afrikában, a Közel-Keleten, az Ibériai-félszigeten, Makaronéziában, Délnyugat-Ázsiában, valamint Dél-Afrikában, Etiópiában, Szomáliában és Jemenben fordul elő.
  - Zoegea L.: 2 kis-ázsiai és egyiptomi faj.
- Subtribus Echinopsidinae: két nemzetség tartozik ide:
  - Acantholepis Less.
  - Echinops L.: kb. 120 eurázsiai és afrikai faj.

A 72 nemzetség betűrendes listája:
- Acantholepis Less.
- Alfredia Cass.
- Amberboa Vaill.
- Amphoricarpos Vis.
- Ancathia DC.: egyetlen faj:
  - Ancathia igniaria (Spreng.) DC. a Kaukázusban
- Arctium L.
- Atractylis L.
- Atractylodes DC.
- Berardia Vill.
- Callicephalus C.A.Mey.
- Cardopatium Juss.
- Carduncellus Adans.
- Carduus L.
- Carlina L.
- Carthamus L.
- Centaurea L.
- Centaurodendron Johow
- Centaurothamnus Wagenitz & Dittrich
- Chardinia Desf.
- Cheirolophus Cass.
- Cirsium Mill.
- Crocodylium Hill
- Cousinia Cass.
- Cousiniopsis Nevski
- Crupina (Pers.) DC.
- Cynara L.
- Dolomiaea DC.: 13-14 faj, leginkább Kínában, néhány Mianmarban.
- Echinops L.
- Femeniasia Susanna
- Galactites Moench
- Goniocaulon Cass.
- Hypacanthium Juz.
- Jurinea Cass.
- Karvandarina Rech. f.
- Klasea Cass.
- Lamyropappus Knorring & Tamamsch.
- Lamyropsis (Kharadze) Dittrich
- Mantisalca Cass.
- Myopordon Boiss.
- Nikitinia Iljin
- Notobasis Cass.
- Ochrocephala Dittrich
- Olgaea Iljin
- Oligochaeta (DC.) K.Koch
- Onopordum L.
- Phonus Hill
- Picnomon Adans.
- Plagiobasis Schrenk
- Plectocephalus D.Don (Syn.: Centaurea  L. sect. Plectocephalus (D.Don) DC.)
- Polytaxis Bunge
- Psephellus Cass.
- Ptilostemon Cass.
- Rhaponticoides Vaill.
- Rhaponticum Vaill.
- Russowia C.Winkl.
- Saussurea DC.
- Schischkinia Iljin
- Schmalhausenia C.Winkl.
- Serratula L.
- Siebera J.Gay
- Silybum Adans.
- Staehelina L.
- Stizolophus Cass.
- Synurus Iljin
- Syreitschikovia Pavlov
- Takeikadzuchia Kitag. & Kitam.
- Thevenotia DC.
- Tricholepis DC.
- Tugarinovia Iljin
- Tyrimnus Cass.
- Volutaria Cass.
- Xeranthemum L.
- Zoegea L.

bizonytalan helyzetű (egyik alnemzetségcsoportba sem sorolt) nemzetségek:
- Cavea W.W.Sm. & Small
- Dipterocome Fisch. & Mey.

## Fordítás
- Ez a szócikk részben vagy egészben a Cynareae című angol Wikipédia-szócikk ezen változatának fordításán alapul.  Az eredeti cikk szerkesztőit annak laptörténete sorolja fel. Ez a jelzés csupán a megfogalmazás eredetét és a szerzői jogokat jelzi, nem szolgál a cikkben szereplő információk forrásmegjelöléseként.
- Ez a szócikk részben vagy egészben a Cynareae című német Wikipédia-szócikk ezen változatának fordításán alapul.  Az eredeti cikk szerkesztőit annak laptörténete sorolja fel. Ez a jelzés csupán a megfogalmazás eredetét és a szerzői jogokat jelzi, nem szolgál a cikkben szereplő információk forrásmegjelöléseként.